# Davita Prendergast
Davita Prendergast (ur. 16 grudnia 1984 w Westmoreland) – jamajska lekkoatletka, sprinterka.

## Osiągnięcia
- srebrny medal mistrzostw świata (sztafeta 4 × 400 metrów, Osaka 2007)
- wicemistrzostwo świata w biegu sztafetowym (Daegu 2011)

Jamajska sztafeta 4 x 400 m z Prendergast w składzie, zajęła 3. miejsce podczas halowych mistrzostw świata w Doha (2010), jednak brązowe medale zostały im odebrane z powodu wykrycia dopingu u biegnącej na pierwszej zmianie Bobby-Gaye Wilkins, na 3. miejsce zostały zatem przesunięte czwarte na mecie Czeszki.

## Rekordy życiowe
- bieg na 200 metrów – 23,34 (2007)
- bieg na 400 metrów – 50,86 (2011)
- bieg na 200 metrów (hala) – 23,56 (2007)
- bieg na 400 metrów (hala) – 53,11 (2008)

Prendergast, razem z koleżankami z reprezentacji, jest aktualną rekordzistką kraju w sztafecie 4 x 400 metrów na stadionie (3:18,71 2011).